# Statsvetenskaplig Tidskrift
Statsvetenskaplig Tidskrift är en svensk fackvetenskaplig tidskrift, grundad 1897 i Uppsala av O. Alin, H. Blomberg, P. Fahlbeck och K.A. Reuterskiöld. När Fahlbeck själv tog över tidningen 1899 flyttades redaktion och utgivning till Lund. Sedan 1919 är tidningen utgiven av Fahlbeckska stiftelsen vid Statsvetenskapliga institutionen, Lund. Statsvetenskaplig Tidskrift är organ för Statsvetenskapliga förbundet. Tidskriften publicerar referee-granskade vetenskapliga arbeten och översikter om politik i bred bemärkelse, och utkommer med fyra nummer per år.

## Fahlbeckska stiftelsen
Fahlbeckska stiftelsen grundades 1918 i Lund och utger Statsvetenskaplig Tidskrift samt utdelar Fahlbeckska priset till bästa doktorsavhandlingen inom det statsvetenskapliga ämnesområdet vid Lunds universitet och till bästa proseminariumuppsats i statsvetenskap i Lund.